# Personalidades da Usenet
Uma personalidade da Usenet é um indivíduo que ganhou certo nível de notoriedade postando na Usenet. Desde seu início, a Usenet atraiu uma ampla variedade de pessoas que postavam todos os tipos de fatos, ficção, teorias, opiniões e crenças. Embora "notoriedade" seja um conceito altamente subjetivo, alguns usuários da Usenet atingiram certo grau de fama (ou infâmia) dentro dos círculos da comunidade por conta de suas idéias pouco ortodoxas ou por conta de suas mensagens serem consideradas especialmente hilárias ou bizarras.

## Personagens (até 1995)
- Dave Rhodes:[1] foi um dos primeiros usuários a ter seu nome amplamente divulgado na Usenet, em 1988. Era estudante universitário em Tacoma Park, Maryland, e divulgou uma "corrente" cujo título era "MAKE MONEY FAST" ("Ganhe Dinheiro Rápido"). Cópias desse "texto viral" circulam até hoje na internet.
- James Perry:[2] vulgo Kibo. Usava a ferramenta grep para varrer a Usenet em busca de citações ao seu pseudônimo. Podia assim seguir qualquer discussão em que fosse citado, aparecendo e desaparecendo das mesmas como que por mágica. Inspirou a criação do verbo (e da técnica) "kiboze" entre usuários da rede, significando a busca por uma palavra ou cadeia de caracteres em toda a Usenet.
- Serdar Argic:[3] entidade disruptiva surgida em 1992 e que desconfia-se não ser uma pessoa real. Argic era apenas o seu pseudônimo mais comum, e utilizava a técnica do "kiboze" para varrer a Usenet em busca da palavra "Turkey" ("Turquia"). Ao encontrá-la, enviava automaticamente uma mensagem dirigida ao responsável pelo comentário, acusando-o de "não reconhecer o genocídio dos armênios contra os turcos", não importa qual fosse o contexto original do comentário ou mesmo o fato do genocídio ter sido praticado contra os armênios (e não o inverso). Argic gerou tanta tensão na Usenet que uma verdadeira caçada humana foi movida contra ele ao longo de 1993. Em abril de 1994, quando sua identidade parecia que iria ser finalmente desmascarada, ele desapareceu misteriosamente.
- Lawrence Canter e Martha Siegel:[4] logo após o fim do caso Argic, uma dupla de advogados de Phoenix, Arizona, criou uma ameaça ainda maior (a qual assombra toda a internet nos dias de hoje): o spam. Canter e Siegel lidavam com casos de imigração e decidiram mandar uma mensagem intitulada "Green Card Lottery 1994 may be the last one!..." para eventuais interessados na Usenet. Porém, por desconhecimento das regras mínimas de netiqueta ou propositalmente, a mensagem foi enviada através de um script para todos os grupos de discussão da Usenet. O abuso resvalou para o mundo real e exigiu a adoção de medidas duras contra propaganda em massa. Canter e Siegel passaram a gozar de súbita notoriedade e viram-se nas páginas de revistas semanais e até mesmo na CNN. Felizmente, um usuário chamado Cancelmoose criou um contra-script, um cancelbot, que anulava o envio das mensagens inoportunas da dupla. O mal, contudo, já estava feito.
- Dennis Erlich:[5] protagonizou em 1995 um caso célebre contra a Igreja da Cientologia. A instituição religiosa não aprecia críticas, particularmente de ex-membros (caso de Erlich), e age judicialmente contra quem tenta postar textos de sua propriedade. Erlich infringiu esta regra e teve sua residência em Glendale, na Califórnia, invadida pela polícia e seu computador vasculhado em busca de provas por advogados da Igreja.